# Inaumont
Inaumont ist eine französische Gemeinde mit 136 Einwohnern (Stand: 1. Januar 2022) im Département Ardennes in der Region Grand Est (bis 2015 Champagne-Ardenne). Sie gehört zum Arrondissement Rethel und zum Gemeindeverband Pays Rethélois. Die Bewohner nennen sich Flamoges.

## Geografie
Die Gemeinde Inaumont liegt an der Mündung des Plumion in die Vaux, etwa 42 Kilometer nordöstlich von Reims im Nordwesten der Trockenen Champagne und südlich der Ardennen. Bis auf kleinere Gehölze und Auwaldreste an den Flussläufen wird das 4,75 km² große Gemeindegebiet durch Getreidefelder geprägt. Von Norden ragt eine Hügelkette namens Montagne de Sery in das Gemeindegebiet hinein. Hier wird mit 138 Metern über dem Meer der höchste Punkt in der Gemeinde erreicht. Umgeben wird Inaumont von den Nachbargemeinden Hauteville im Norden, Sery im Nordosten, Arnicourt im Südosten und Süden sowie Écly im Westen.

## Bevölkerungsentwicklung
| Jahr      | 1962 | 1968 | 1975 | 1982 | 1990 | 1999 | 2011 | 2021 |
| Einwohner | 108  | 80   | 60   | 60   | 67   | 75   | 87   | 125  |

Im Jahr 1851 wurde mit 408 Bewohnern die bisher höchste Einwohnerzahl ermittelt. Die Zahlen basieren auf den Daten von cassini.ehess und INSEE.

## Sehenswürdigkeiten

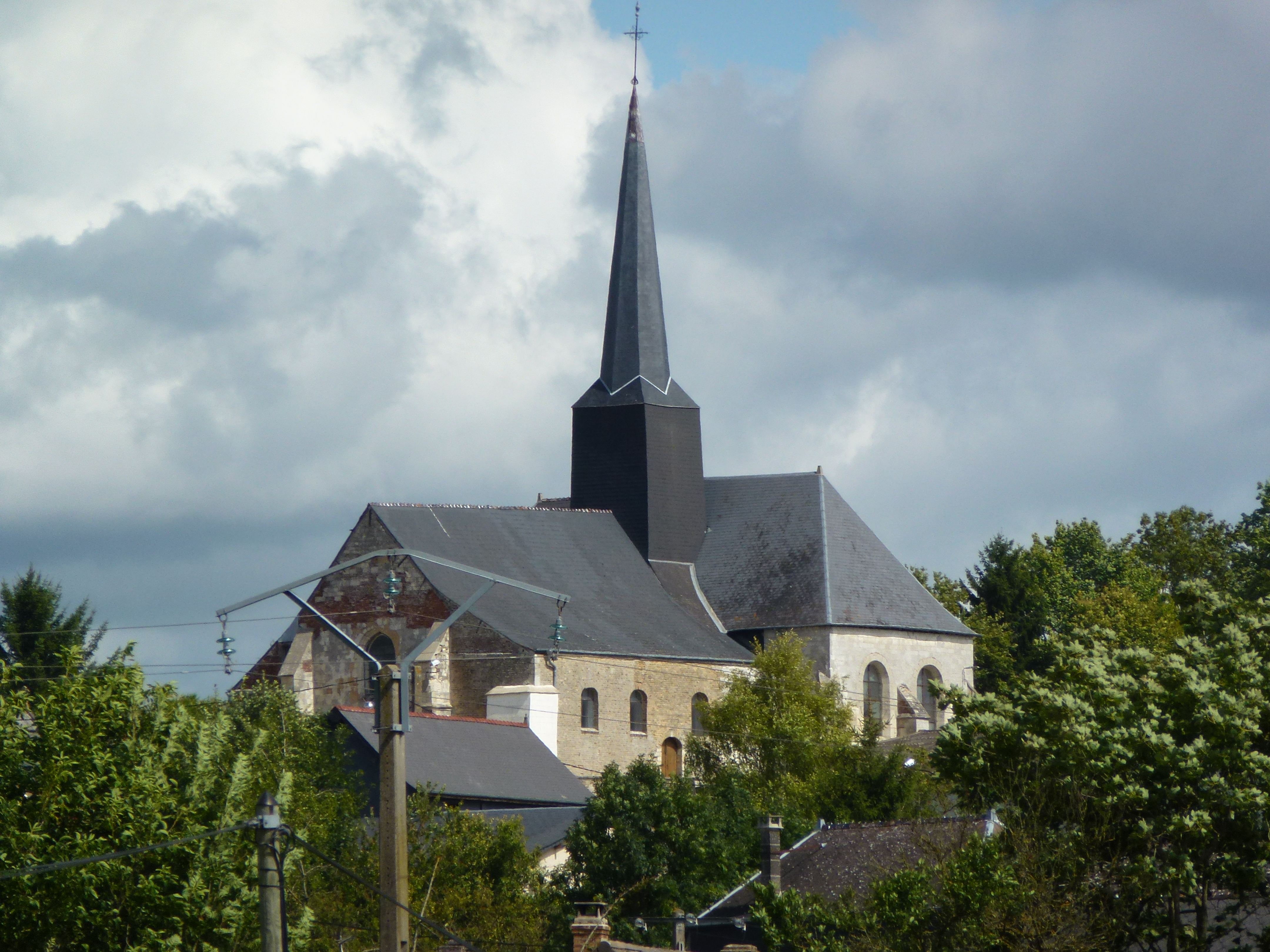
Kirche Saint-Nicolas

- Kirche Saint-Nicolas

## Wirtschaft und Infrastruktur
In der Gemeinde ist ein Landwirtschaftsbetrieb ansässig (Getreideanbau).
Durch die Gemeinde Inaumont führt die Fernstraße D 3 von Novion-Porcien nach Château-Porcien. Die acht Kilometer entfernte Stadt Rethel ist ein lokaler Verkehrsknoten mit Anschlüssen an die Autoroute A34. Der Bahnhof Rethel liegt an der Bahnstrecke von Soissons nach Givet.

## Belege
1. ↑  Inaumont auf cassini.ehess
2. ↑  Inaumont auf INSEE
3. ↑  Landwirtschaftsbetrieb auf annuaire-mairie.fr (französisch)